# جنین هنیس-پلاسخارت
جنین آنتوانت هنیس-پلاسخارت سیاستمدار هلندی، عضو حزب مردم برای آزادی و دموکراسی (VVD) که از اول نوامبر ۲۰۱۸ تاکنون نماینده ویژه دبیرکل سازمان ملل متحد در هیئت مساعدت سازمان ملل متحد برای عراق (یونامی) در بغداد است.
پلاسخارت که کارمند دولت هلند بود در انتخابات سال ۲۰۰۴ پارلمان اروپا به نمایندگی از ائتلاف لیبرالها و دمکرات‌های اروپا وارد این پارلمان شد. درانتخابات سال ۲۰۰۹ مجدداً برای این سمت انتخاب گردید. وی سال ۲۰۱۰ به عضویت مجلس نمایندگان هلند درآمد و به همین علت از عضویت در پارلمان اروپا استعفا داد. پلاسخارت سپس در زمان تشکیل کابینه دولت این کشور به سمت وزارت دفاع منصوب گردید و تا چهارم اکتبر ۲۰۱۷ در این سمت باقی ماند. در سال ۲۰۱۷ مجدداً در انتخابات مجلس نمایندگان هلند به پیروزی رسید تا اینکه از ابتدای نوامبر ۲۰۱۸ به عنوان رئیس هیئت سازمان ملل متحد به عراق فرستاده شد.

## زندگی‌نامه
جنین آنتوانت پلاسخارت در هیرلن، هلند متولد شد و در دبیرستان سنت آنتونی دوره کالج را در شهر خاودا هلند گذراند و در آکادمی دبیرخانه اروپا در شهر اوترخت به تحصیلاتش ادامه داد.

## زندگی سیاسی

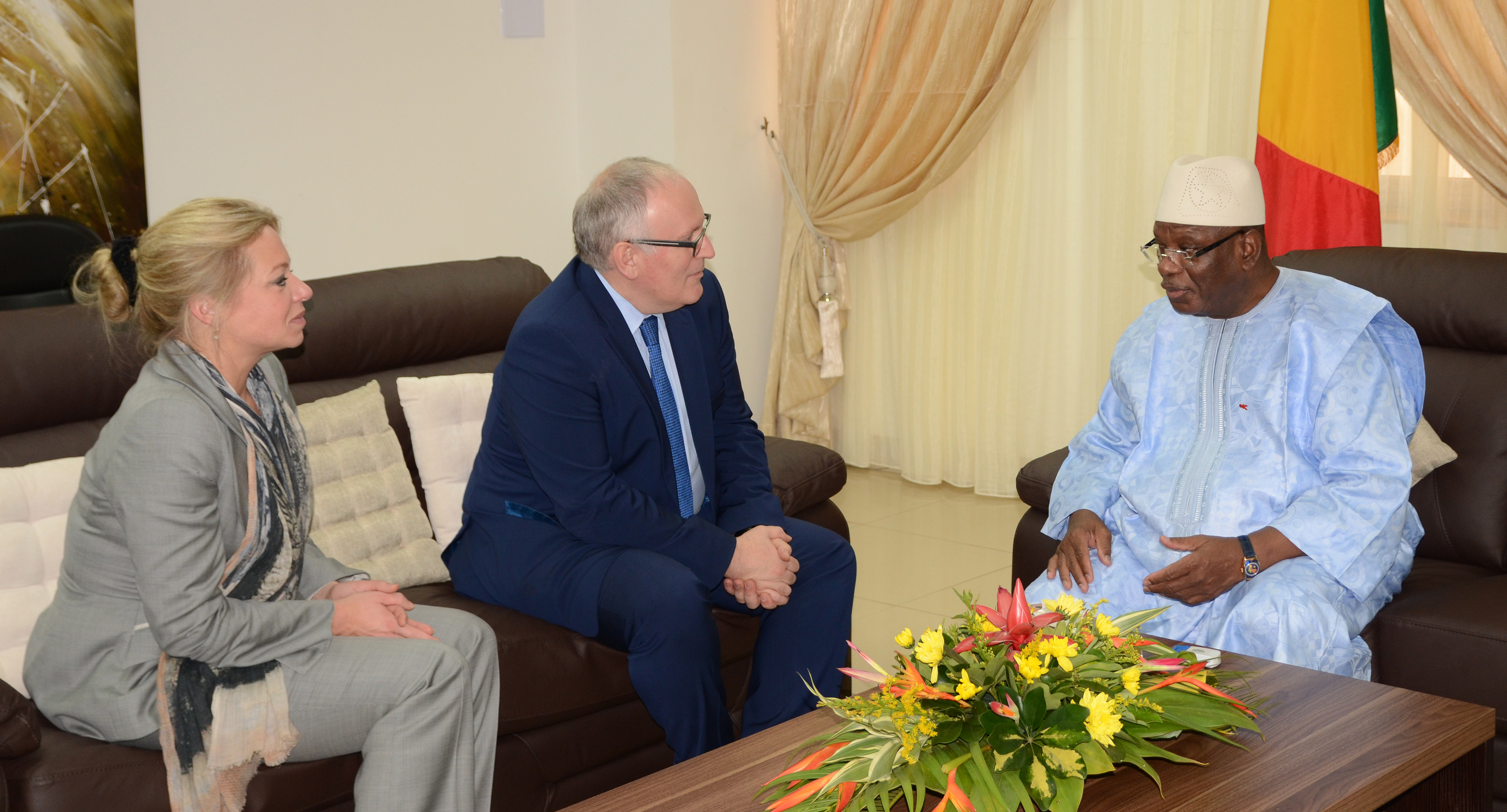
تیمرمنز و هنیس با ابراهیم بوباکار کیتا، رئیس جمهور مالی

### عضوپارلمان اروپا۲۰۱۰–۲۰۱۴
پلاسخارت در انتخابات سال ۲۰۰۴ به عضویت پارلمان اروپا درآمد. وی عضو کمیسیون حمل و نقل و گردشگری پارلمان اروپا و عضو علی‌البدل کمیته آزادی‌های مدنی ، عدالت و امور داخلی پارلمان اروپا بود. پلاسخارت همچنین عضو گروه مشترک اتحادیه اروپا و رومانی و همچنین گروه مشترک پارلمانی اتحادیه اروپا وترکیه بود.
پلاسخارت ماه مه ۲۰۰۵، گزارشی از ایمنی فرودگاه‌ها به پارلمان اروپا ارائه کرد. وی در این گزارش اعلام کرد مقررات ایمنی در برابر حملات تروریستی، باید فقط در فرودگاه‌ها اجرا شود و نباید شامل مناطق مجاور گردد. همچنین، هزینه‌ها و مقررات ایمنی نباید رقابت آزاد را در معرض چالش قرار دهد. در فوریه ۲۰۱۰ براساس گزارش وی نمایندگان پارلمان اروپا رای دادند که مقامات اتحادیه اروپا و ایالات متحده آمریکا اجازه دسترسی‌شان به اطلاعات بانکی شهروندان اروپائی در شبکه سوئیفت متوقف شود.

## مسئولیت در سازمان ملل متحد
پلاسخارت ماه اوت ۲۰۱۸ از طرف آنتونیو گوترش دبیرکل سازمان ملل متحد به عنوان نماینده ویژه به عراق اعزام شد و عنوان نماینده ویژه دبیرکل سازمان ملل متحد در هیئت مساعدت سازمان ملل متحد برای عراق (یونامی) را برعهده گرفت.

### فعالیت در عراق
در دسامبر سال ۲۰۱۹، هنیس-پلاسخارت خواستار تجدید برقراری تعادل در فضای مدنی و حمایت از آزادی بیان در عراق شد.

## زندگینامه شخصی
پلاسخارت ۲۷ سپتامبر ۲۰۰۳ با اریک - یان هنیس ازدواج کرد. آنها در روستای ندرهورست دن برخ، هلند زندگی می‌کنند.